# Josh Woodward
Josh Woordward é um cantor e compositor norte-americano conhecido por lançar suas músicas gratuitamente na internet sob a licença Creative Commons.

## Discografia

### Álbuns de estúdio
- Here Today (2004)
- Crawford Street (2005)
- Only Whispering (2006)
- Not Quite Connected (2007)
- Dirty Wings (2007)
- The Simple Life (2008)
- Breadcrumbs (2009)
- Ashes (2010)

### Outros
- Reject Bin (2005)
- Sunny Side of the Street (2005)